# دنیای ایران (مجله)
دنیای ایران نام یکی از مطبوعات استان فارس در دوران قاجاریه است.
این مجله از سال ۱۳۳۸ هـ.ق به وسیله حبیب‌الله نوبخت در شیراز به چاپ رسیده است.